# 토미 피니
토머스 피니(영어: Thomas Finney, 1952년 11월 6일, 벨파스트 ~)는 북아일랜드의 전직 축구 선수로, 현역 시절 풋볼 리그의 케임브리지 유나이티드의 미드필더로 260경기 이상 출전했다. 그는  같은 리그의 루턴 타운, 선덜랟느, 그리고 브렌트퍼드 소속으로도 활약했다. 피니는 이후 일리 시티와 비 리그의 히스턴 감독도 맡았다. 그는 1982년 월드컵에 북아일랜드 선수단 일원으로 참가했다.

## 국가대표팀 경력
피니는 1972년과 1973년 사이 북아일랜드 아마추어 국가대표팀 경기에 5번 출전해 1골을 기록했다. 그는 1974년부터 1980년까지 북아일랜드 국가대표팀 경기에 14번 출전했고, 1982년 월드컵 선수 명단에 이름을 올렸지만, 출전하지는 못했다.

## 사생활
북아일랜드 유망주 시절, 피니는 가스 회사에서 근무했다.

## 경력 통계
| 구단       | 시즌      | 리그      | 리그 | 리그 | 컵   | 컵 | 리그컵 | 리그컵 | 기타 | 기타 | 합계 | 합계 |
| 구단       | 시즌      | 리그명    | 출장 | 골   | 출장 | 골 | 출장   | 골     | 출장 | 골   | 출장 | 골   |
| ---------- | --------- | --------- | ---- | ---- | ---- | -- | ------ | ------ | ---- | ---- | ---- | ---- |
| 루턴 타운  | 1973–74   | 2부 리그  | 14   | 5    | 3    | 0  | 4      | 1      | —    | —    | 21   | 6    |
| 선덜랜드   | 1974–75   | 2부 리그  | 7    | 0    | 1    | 0  | 0      | 0      | 1    | 0    | 9    | 0    |
| 선덜랜드   | 1975–76   | 2부 리그  | 8    | 1    | 5    | 1  | 0      | 0      | 2    | 0    | 15   | 2    |
| 선덜랜드   | 합계      | 합계      | 15   | 1    | 6    | 1  | 0      | 0      | 3    | 0    | 24   | 2    |
| 브렌트퍼드 | 1983–84   | 3부 리그  | 15   | 2    | —    | —  | —      | —      | 1    | 1    | 16   | 3    |
| 브렌트퍼드 | 1984–85   | 3부 리그  | 5    | 0    | 1    | 0  | 2      | 0      | —    | —    | 8    | 0    |
| 브렌트퍼드 | 합계      | 합계      | 20   | 2    | 1    | 0  | 2      | 0      | 1    | 1    | 24   | 3    |
| 경력 합계  | 경력 합계 | 경력 합계 | 49   | 8    | 10   | 1  | 6      | 1      | 4    | 1    | 69   | 11   |

1. ↑  FA컵 포함
2. ↑  풋볼 리그컵 포함
3. ↑  텍사코컵 출전 기록
4. ↑  앵글로스코티시컵 출전 기록
5. ↑  풋볼 리그 트로피 출전 기록

## 수상
루턴 타운
- 2부 리그 준우승(승격): 1973–74[5]

케임브리지 유나이티드
- 3부 리그 준우승(승격): 1977–78[9]
- 4부 리그: 1976–77[9]

개인
- 케임브리지 유나이티드 명예의 전당[4]